# Almansa
Almansa er en by og kommune i det sydøstlige Spanien i provinsen Albacete. Den har et indbyggertal på 24.281 (2024) indbyggere.